# Belín
Belín je obec na Slovensku v okrese Rimavská Sobota, v Banskobystrickém kraji. Žije zde 176 obyvatel.

## Kultura a zajímavosti

### Památky
- V obci stával reformovaný kostel, klasicistní stavba z roku 1863. Ve 20. století byl přestavěn. V interiéru byl malovaný kazetový strop, zděná protestantská empora nesená dvěma sloupy a zděná kazatelna s dřevěným baldachýnem. Po zboření kostela byla část stavebního materiálu použita při budování nového reformovaného kostela ve Fiľakově.